# 富澤站
富澤站（日语：／ Tomizawa eki */?）是一個位在宮城縣仙台市太白區的車站。唯一通過的路線是仙台市地下鐵南北線，且為該路線之終點站。富澤站的南方有地下鐵的機廠，列車在此處轉向。

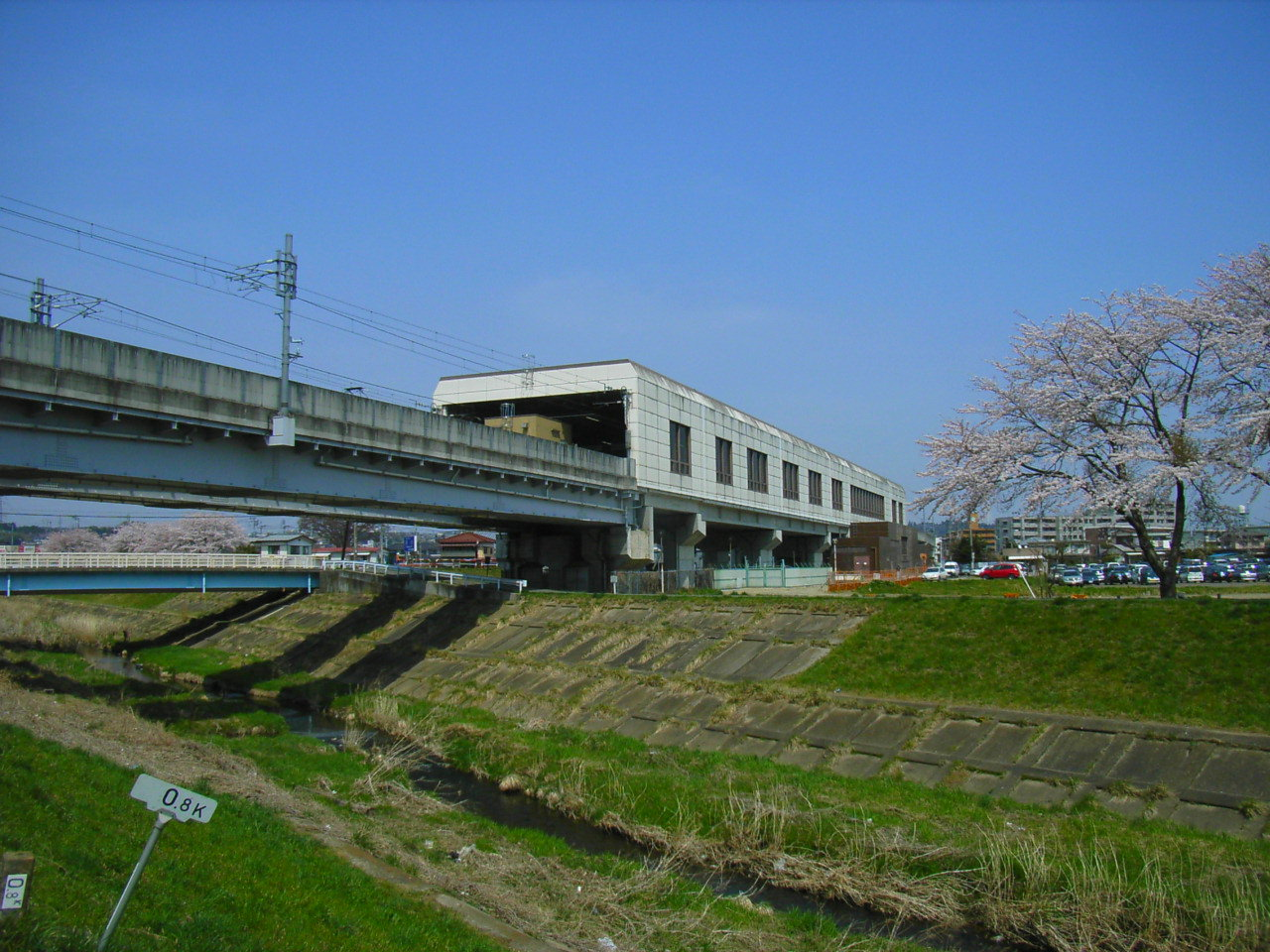
笊川與富澤站（2005年4月）

## 車站構造
為一擁有島式月台1面2線的高架車站。車站南邊面對著名取川的支流笊川。其月台位於車站三樓。

### 月台配置
| 月台 | 路線     | 目的地           |
| ---- | -------- | ---------------- |
| 1    | ■ 南北線 | 下車月台         |
| 2    | ■ 南北線 | 仙台、泉中央方向 |

## 車站週邊
- 仙台市體育館(距離約500公尺)
- 市電保存館(距離約1公里)
- 富澤市民中心
- 仙台大野田郵便局
- 仙台市水道局

## 瑣事
- 開業前的名稱為泉崎站。
- 因為位在仙台市體育館的前方，所以在站名下加註了*仙台市體育館前的字樣。
- 秋保電氣鐵道原本有一同名車站，但該車站後來改名為西多賀站。

## 歷史
- 1987年7月15日 開業。

## 相鄰車站
仙台市交通局（仙台市地下鐵）
■ 南北線
長町南（N16）－富澤（N17）